# Kaljo Raid
Kaljo Raid   (Tallinn, 4 de març de 1921 - Richmond Hill, 21 de gener de 2005) va ser un compositor, violoncel·lista i pastor estonià.
Va néixer a Tallinn. Tenia un germà gran i una germana bessona. Va estudiar composició al Conservatori de Tallinn amb Heino Eller. La seva Simfonia núm. 1 es va interpretar el 1944, l'any de la seva graduació. Va estudiar teologia a Estocolm del 1945 al 1946 i després a l'⁣Andover Newton Theological School de Massachusetts del 1946 al 1949. Va ensenyar música al Bethel College de St. Paul, Minnesota, coneixent Jacques Ibert i Darius Milhaud.
El 1954 es va traslladar al Canadà i es va convertir en el pastor de l'Església baptista d'Estònia a Toronto⁣. Va continuar en aquesta funció durant 35 anys. Arran d'un matrimoni tardà el 1982, es va convertir en padrastre de cinc fills. Després de retirar-se el 1989, es va dedicar exclusivament a la composició. Va morir a Richmond Hill, Ontario el 2005.
Entre les seves obres hi ha quatre simfonies i una òpera sobre la vida de Polycarp d'Esmirne, Fiery Chariots (1993). També va completar el primer moviment de la Simfonia núm. 11 inacabada d'⁣Eduard Tubin.